# Maximilian Emanuel von Washington

Maximilian Emanuel Freiherr von Washington

Maximilian Emanuel Willibald Bernhard Johann Gebhard Freiherr von Washington (* 2. August 1829 in Notzing, Oberbayern oder Giebelbach; † 3. Juli 1903 in Graz) war ein bayerisch-österreichischer Landwirt und Politiker. Er war ein sehr entfernter Verwandter des ersten US-amerikanischen Präsidenten George Washington. Die Familiengruft befindet sich auf dem evangelischen Stadtfriedhof St. Peter in Graz.

## Leben
Er war der Sohn des Generals Jakob von Washington und dessen erster Frau Baronesse Antonie Lochner von Hüttenbach, geborene Freiin von Verger. Sein Taufpate war König Maximilian I. von Bayern. Er wuchs in Bayern auf und zog später nach Österreich um. Dort trat er in die Dienste der Krone ein und diente im kaiserlichen Heer.
Er ging am 15. August 1855 eine morganatische Ehe mit Friederike von Holstein-Gottorp, Herzogin von Oldenburg (* 8. Juni 1820 in Oldenburg; † 20. März 1891 in Pöls) ein, Tochter des Großherzogs Friedrich August I. von Oldenburg und Schwester der Königin Amalie von Griechenland. Sie benannten ihren Sohn George von Washington (* 31. Juli 1856; † 22. Dezember 1929) nach dem US-amerikanischen Präsidenten, der zweite Sohn hieß Stephan Ludwig Freiherr von Washington (* 17. Juni 1858 auf Schloss Pöls; † 10. September 1899 in Palermo).
Das Schloss Pöls, auf dem Maximilian von Washington mit seiner Familie lebte, wurde aus dem Vermögen seiner Gattin finanziert. Der Ausbau von Schloss Pöls zum landwirtschaftlichen Mustergut trug Maximilian von Washington eine Reihe fachlicher Auszeichnungen, so auch Medaillen auf der Weltausstellung in Paris, ein. Eine besondere Auszeichnung für Maximilian von Washington war die Tatsache, dass Kaiser Franz Josef I. anlässlich seiner Krönung zum König von Ungarn (nach erfolgtem Ausgleich Österr.-Ungarn) auf einem Hengst aus dem Pölser Gestüt auf den Krönungshügel ritt (siehe entsprechende Gemälde und Fotografien). In seiner Wahlheimat Steiermark wurde Maximilian von Washington Vizepräsident und 1877 Präsident der Landwirtschaftsgesellschaft und gab dem Kaiser Franz Joseph I. anlässlich seines Besuches im Juli 1883 in der Champagnerkellerei Brüder Kleinoscheg eine Führung.
Für seine Verdienste wurde Maximilian von Washington der Freiherrentitel verliehen und er erhielt Auszeichnungen wie den Orden der Eisernen Krone II. Klasse (1866), den Oldenburgischen Haus- und Verdienstorden des Herzogs Peter Friedrich Ludwig, er war Mitglied des Johanniterordens.
Er wurde zum kaiserlichen Kammerherrn und Rat ernannt und 1879 auf Lebenszeit in das Herrenhaus berufen. In Wien war er sehr einflussreich, er wurde Ministerialrat im Ackerbau-Ministerium und wurde in der zeitgenössischen Literatur als „eine der hervorragendsten Autoritäten Oesterreichs im Bereiche der Landwirthschaft und Züchter“ bezeichnet.